# 玉城哲
玉城 哲（たまき あきら、1928年7月-1983年7月2日）は、日本の農業経済学者。

## 略歴
東京出身。経済学者玉城肇の次男。兄は歌人の玉城徹、弟は現代コリア研究所理事長を務めた玉城素。東京農業大学農学科卒、同大学院博士課程中退、専修大学経済学部助教授、教授。

## 著書
- 『風土の経済学 西欧モデルを超えて』新評論 1976
- 『稲作文化と日本人』現代評論社 1978
- 『むら社会と現代』毎日新聞社 1978
- 『水の思想』論創社 1979
- 『水紀行 むらを訪ねて』日本経済評論社 1981
- 『日本農業改革への提言』現代総合研究集団 現代総研シリーズ 1982
- 『日本の社会システム むらと水からの再構成』農山漁村文化協会 1982
- 『水社会の構造』論創社 1983
- 『川の変遷と村 利根川の歴史』論創社 1984
- 『土地資本研究』論創社 1984

### 共著
- 『経済学概説』三輪昌男,中島常雄共著 時潮社 1970
- 『風土 大地と人間の歴史』旗手勲共著 平凡社 1974
- 『むらは現代に生かせるか』守田志郎ほか共著 農山漁村文化協会 1979

## 論文
- <玉城哲